# Polymixis mus
Polymixis mus là một loài bướm đêm trong họ Noctuidae.